# Стародавні міста України (серія монет)
Стародавні міста України — серія ювілейних та пам'ятних монет започаткована Національним банком України в 1999 році.
|                                                    |  |  |
| Монета - 900 років Новгород-Сіверському князівству |  |  |

## Монети в серії
У серію включені такі монети:
- Ювілейна монета «900 років Новгород-Сіверському князівству»
- Ювілейна монета «Білгород-Дністровський»
- Ювілейна монета «2600 років Керчі»
- Ювілейна монета «1100 років Полтаві»
- Ювілейна монета «400 років Кролевцю»
- Ювілейна монета «1000 років Хотину»
- Ювілейна монета «Місто Ромни — 1100 років»
- Ювілейна монета «2500 років Євпаторії»
- Пам'ятна монета «2500 років Балаклаві»
- Ювілейна монета «350 років Харкову»
- Ювілейна монета «250 років Кіровограду»
- Ювілейна монета «1300 років м. Коростень»
- Ювілейна монета «350 років м. Суми»
- Ювілейна монета «750 років м. Львів»
- Ювілейна монета «1100 років м. Переяслав-Хмельницький»
- Ювілейна монета «1100-річчя літописного Чернігова»
- Ювілейна монета «600 років м. Чернівцям»
- Ювілейна монета «225 років м. Севастополю» (срібна)
- Ювілейна монета «850 років м. Снятину»
- Ювілейна монета «725 років м. Рівному»
- Ювілейна монета «975 років м. Богуслав»
- Ювілейна монета «225 років м. Сімферополю»
- Ювілейна монета «220 років м. Миколаєву»
- Ювілейна монета «925 років м. Луцьку»
- Ювілейна монета «800 років м. Збараж»
- Ювілейна монета «350 років м. Івано-Франківську» (звичайна і срібна)
- Ювілейна монета «1800 років м. Судаку» (звичайна і срібна)
- Ювілейна монета «500 років м. Чигирину»
- Ювілейна монета «650 років першій писемній згадці про м. Вінницю» (звичайна і срібна)
- Ювілейна монета «1120 років м. Ужгороду» (звичайна і срібна)
- Ювілейна монета «220 років м. Одесі» (звичайна і срібна)